# Hadi Khorsandi
 (octobre 2021).
Si vous disposez d'ouvrages ou d'articles de référence ou si vous connaissez des sites web de qualité traitant du thème abordé ici, merci de compléter l'article en donnant les références utiles à sa vérifiabilité et en les liant à la section « Notes et références ».
Hadi Khorsandi (Persan: هادی خرسندی) est un poète et satiriste iranien contemporain.
Depuis 1979, il est rédacteur en chef et écrivain de la revue satirique en langue persane Asghar Agha, éditée depuis Londres, après avoir commencé sa carrière au magazine iranien Tawfiq.
Il est particulièrement réputé pour son examen des questions socio-politiques persanes, en particulier sa critique ouverte de toutes les formes de dictature et de fondamentalisme religieux.
Lors de la Révolution iranienne de 1979, il revient de Londres où il habitait quelques années pour défendre des intellectuels emprisonnés. Il a fait l’objet de menaces de mort dans les années 1980. Après avoir critiqué Rouhollah Khomeini, il retourne en exil à Londres.
Le dernier livre de Hadi Khorsandi est Tafrih al-Masaael. Ses autres livres sont Sheraaneh et Yaad Daasht-haaye Mashkouke Alam et Aayeh-haaye Iraani.
Il est le père de la comédienne britannique Shaparak Khorsandi et du journaliste britannique Peyvand Khorsandi.